# RKG-3

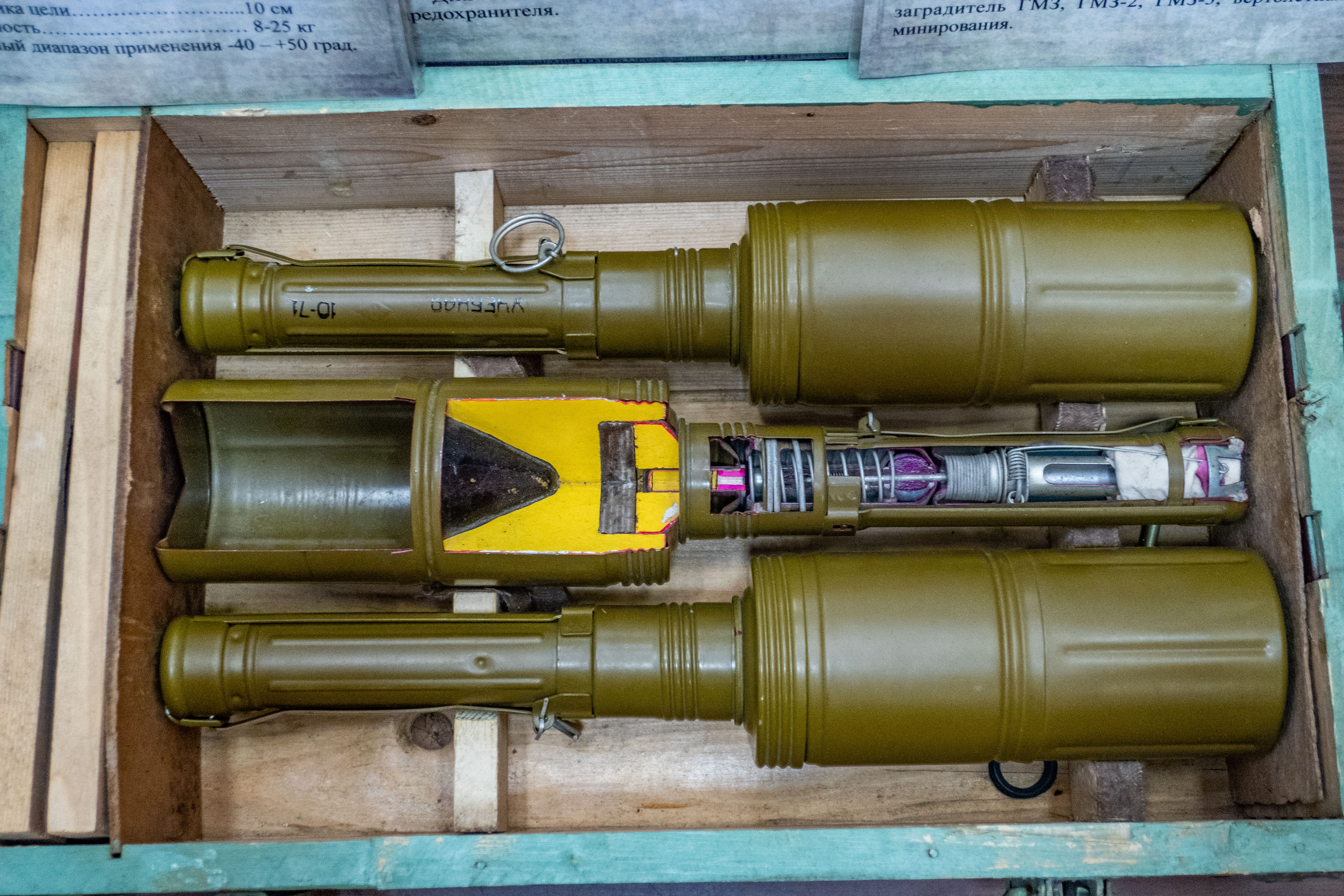
RKG-3E手榴弾の断面

RKG-3（РКГ-3）とはソビエト連邦で製造された一連の対戦車手榴弾（対戦車擲弾）の呼称である。この手榴弾はRPG-43手榴弾、RPG-40手榴弾、RPG-6といった手榴弾シリーズを代替した。

## 設計
RKGは「Ruchnaya Kumulyativnaya Granata」（携行成形炸薬手榴弾）の意である。安全ピンが引き抜かれ、手榴弾が投擲されると、4枚パネルのドラッグシュートが展開して緩衝として働く。このドラッグシュートは手榴弾の飛行姿勢を安定させ、手榴弾が90度の角度で目標に命中するのを補助し、成形炸薬の効果を最大化する。ドラッグシュートが展開する際に撃発装置が使用可能状態となり、着弾するなど衝撃が加わると、撃針が慣性力で作動して撃発が行われる。
銅製（RKG-3ЕM）円錐形ライナーを持つバージョンなど、各型の手榴弾の貫徹能力は鋼板に対して170mmから220mmである。

## 歴史
RKG-3は1950年に軍用として採用された。数年後、この手榴弾はRKG-3EおよびRKG-3EMに更新された。1970年代の初期、ソ連地上軍はこれらをRPG-18に更新したが、他の多くの国家やゲリラ組織は、自身の武力組織において未だにRKG-3を用いている。本手榴弾は1973年の第四次中東戦争で広く用いられた。
RKG-3はまた、イラク武装勢力によって多国籍軍に対し投入された。2006年6月1日、RKG-3がアメリカ軍のハンヴィーを攻撃するため用いられ、またアンバール県の武装勢力からRKG-3がアメリカ海兵隊によって接収された。攻撃の大半はバグダード県で生じているが、RKG-3はイラクのどこでも使われてきた。他、いくつかの攻撃例はティクリート、バイジ、モースルなどを含むバグダードの北部で報告されている。この攻撃は主にアメリカ陸軍のストライカー装甲車、またMRAPに対して為されたものであるが、M1117装甲警備車やM1151増加装甲型ハンヴィーなどにも攻撃が及び、限られてはいない。またRKG-3はイラクのサーマッラーで第101空挺師団、第25歩兵師団、さらに第3歩兵師団のMRAPやハンヴィーに搭乗する兵士に対して投入された。2008年中頃から2009年初期にかけ、イラクのサーマッラーではRKG-3はやや広く行き渡った兵器だった。武装勢力が使用するための訓練用機材とともに、大きな貯蔵所が発見されている。
現代のTTP（Tactics Technique and Procedures、戦術的な技術及び手段）では、戦場でこの兵器を使うに当たってドラッグシュートを除去している。そこでこの手榴弾は車輌の側面や後部に、じかに投げつけられている。

## 各型式
RKG-3
貫徹能力はRHA換算で150mm。
RKG-3Е
貫徹能力はRHA換算で170mm。
RKG-3EM
成形炸薬のライナーを銅製に変更。貫徹能力はRHA換算で220mm。
UPG-8
訓練用の手榴弾。
M79
セルビア・モンテネグロのYugoimport-SPDRによるコピー生産品。
RKG1600

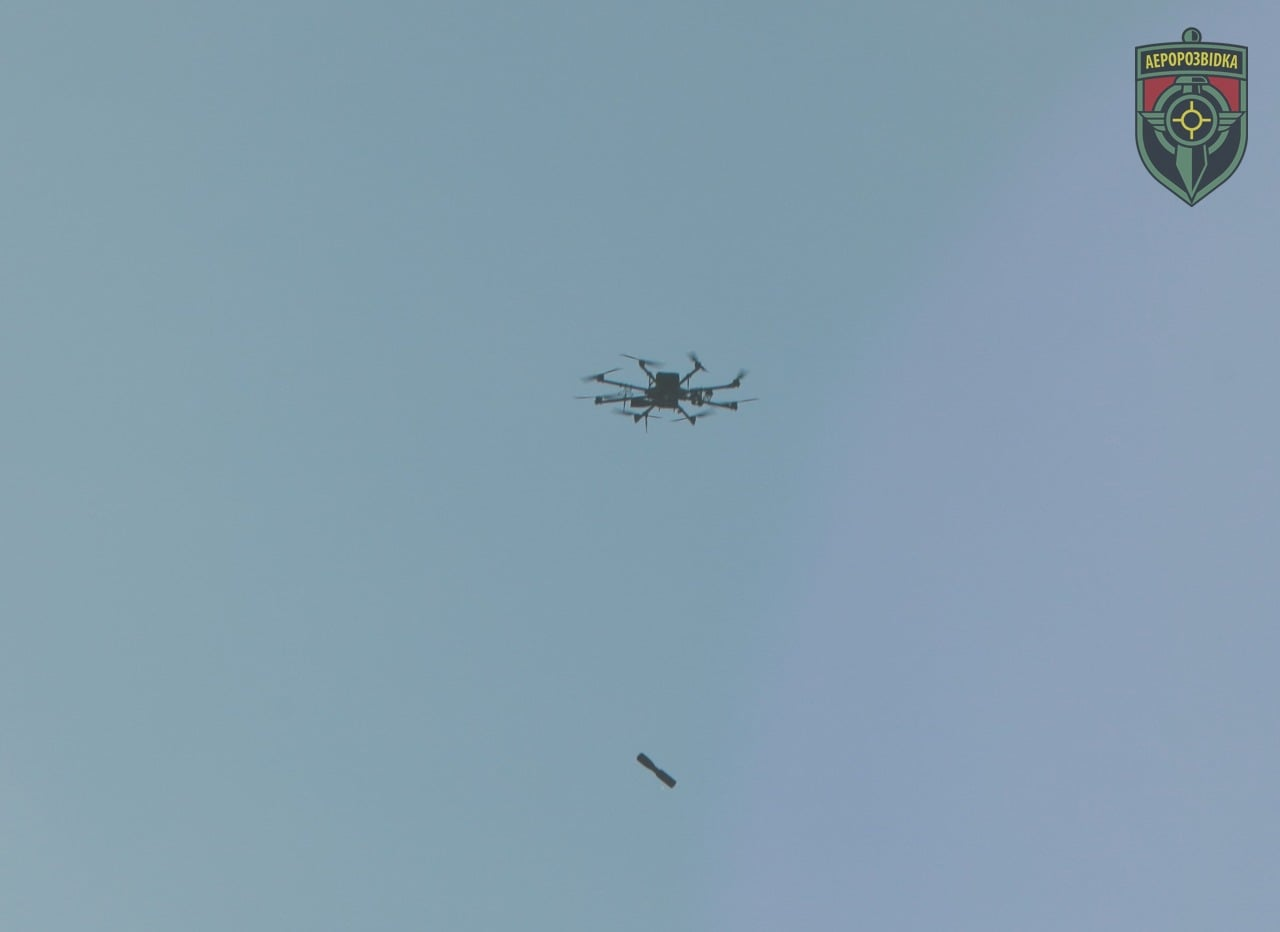
R18ドローンによるRKG-1600の投下テスト（2020年、ウクライナ）

　　ウクライナでドローンからの投下用にフィンを追加する改造を受けた物。

## 登場作品
『アメリカン・スナイパー』
冒頭にて、掃討作戦を行っているアメリカ海兵隊に対し、ゲリラに加担する子供とその母親が使用しようとするが、クリス・カイルの狙撃によって阻止される。

### 文献
- Hogg, Ian V. (1991). Jane's Infantry Weapons 1991-92. Jane's Information Group. ISBN 0-7106-0963-9
- Jones, Richard D. (2005). Jane's Infantry Weapons 2005-2006. Jane's Information Group